# Ио
Ио́ (др.-греч. Ἰώ), иногда Форонида (др.-греч. Φορωνίς), — персонаж древнегреческой мифологии, связанный с аргосским мифологическим циклом. Согласно наиболее распространённой версии мифа, Ио была дочерью Инаха, речного бога и предка царей Аргоса. Зевс овладел ею, превратившись в облако. Чтобы скрыть эту связь от своей ревнивой жены Геры, Зевс превратил Ио в корову. Гера заставила мужа подарить животное ей и приставила к корове неусыпного стража Аргуса; когда последнего убил посланец Зевса Гермес, богиня наслала на Ио чудовищного овода, долго гнавшего её по землям Европы, Азии и Африки. В своих скитаниях Ио дошла до моря, позже названного в её честь Ионическим, и перешла пролив, который позже назвали Босфором («коровьим бродом»). В человеческий облик она вернулась только на берегах Нила. Родившийся там сын Ио от Зевса Эпаф стал царём Египта и основателем Мемфиса, а также родоначальником героев из аргосского и фиванского мифологических циклов, в том числе Персея, Геракла, Эдипа и других.

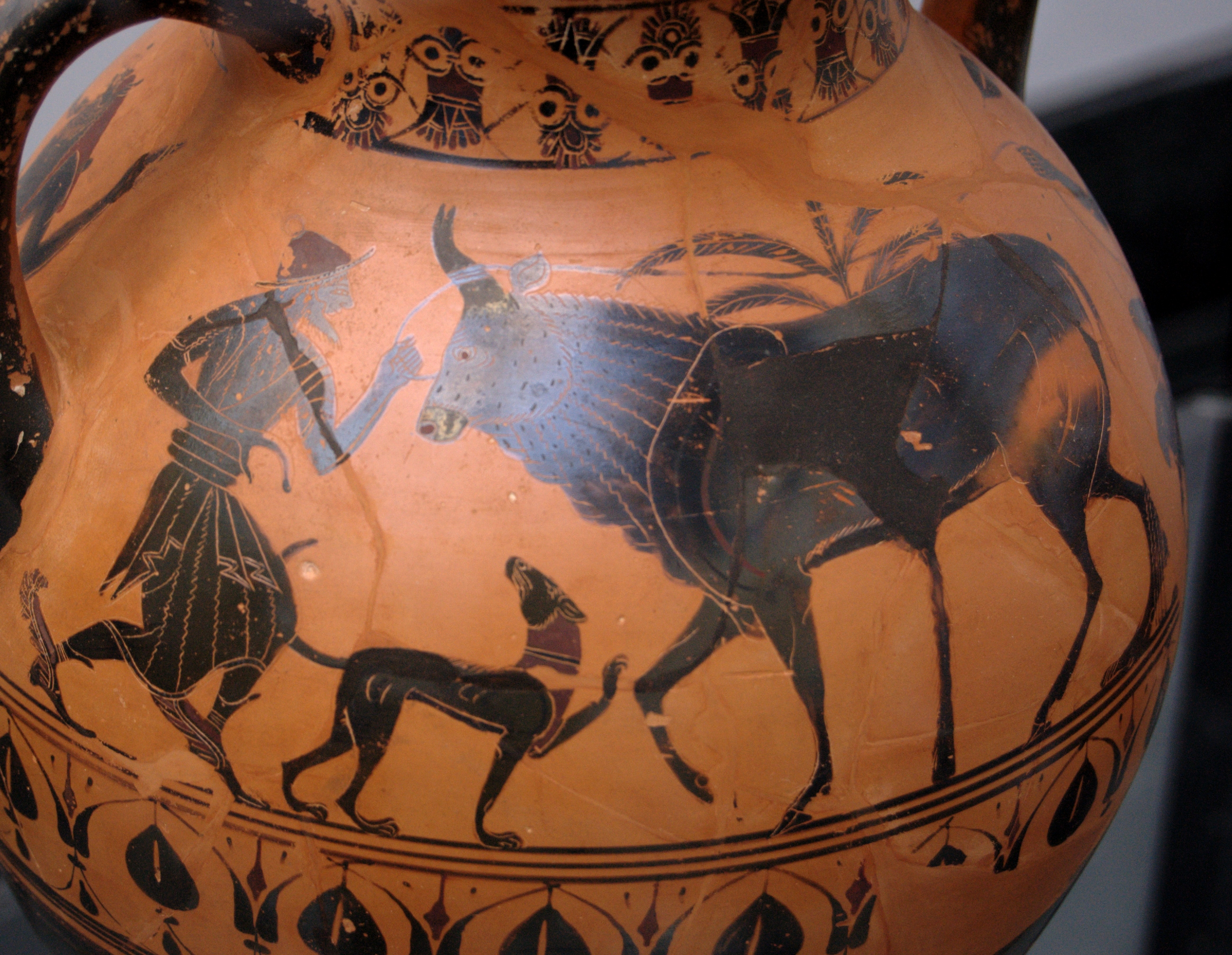
Гермес и Ио на амфоре 540—530 годов до н. э., Государственное античное собрание Мюнхена

Ио стала героиней ряда эпических поэм, текст которых утрачен. О ней рассказывается в предполагаемой сатировской драме Софокла «Инах» (сохранилась фрагментарно), в трагедии Эсхила «Просительницы» (сохранилась полностью). Ио стала важным персонажем трагедии Эсхила «Прометей прикованный», в которой миф получил новое толкование, её изображали на сосудах античные художники (до середины V века до н. э. в образе коровы, позже — как девушку с коровьими рогами). Начиная с эллинистической эпохи, Ио часто отождествляли с египетской богиней Исидой.
Миф об Ио стал источником сюжетов для многих европейских художников Нового времени, в том числе для Корреджо, Рембрандта, Рубенса.

## Мифы

### Происхождение

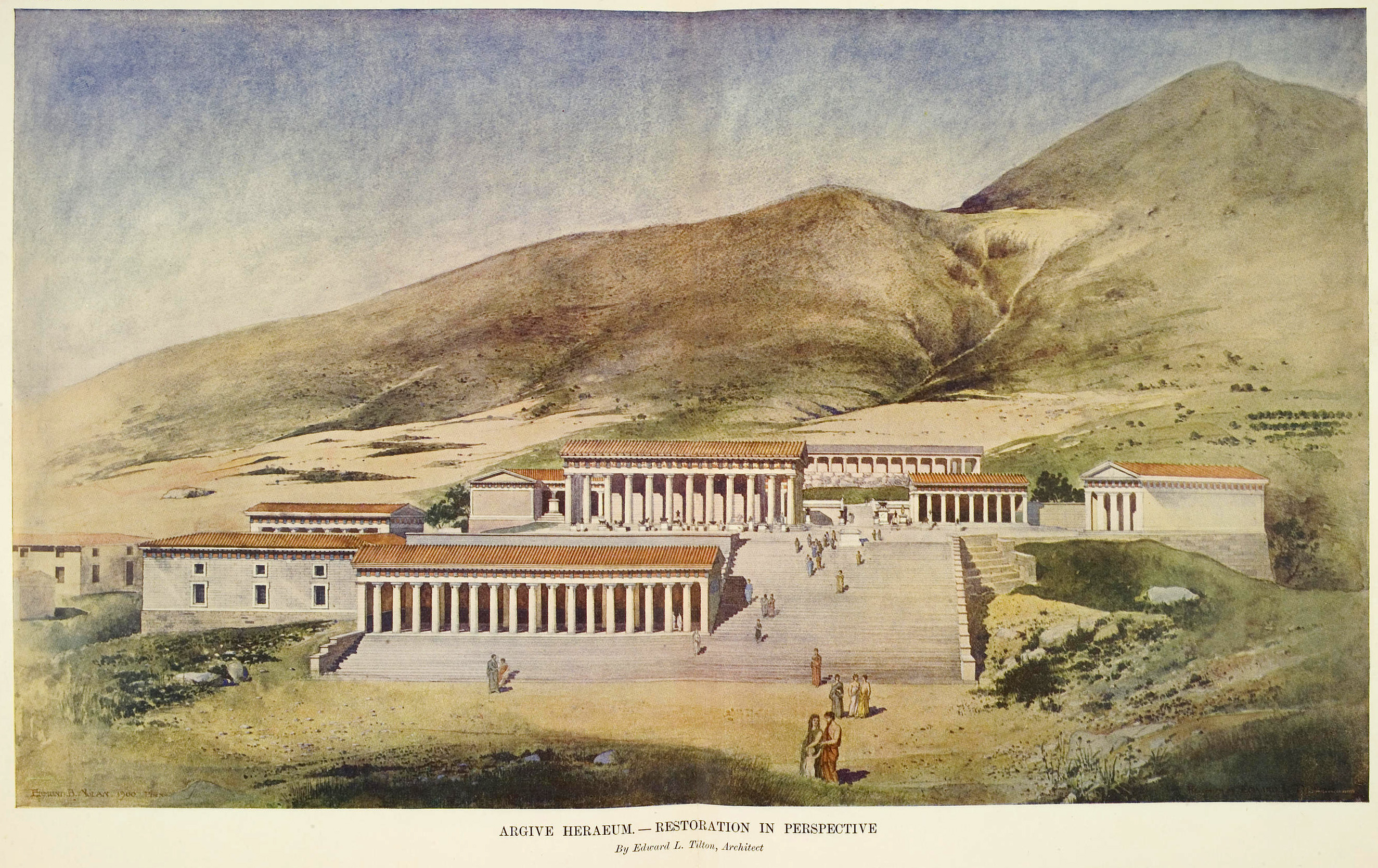
Храм Геры в Аргосе

Античные авторы по-разному писали о происхождении Ио, но чаще всего связывали эту героиню с городом Аргос на северо-востоке Пелопоннеса. В классической версии мифа отцом Ио был Инах — сын Океана, бог главной реки Арголиды и предок аргосских царей, которого некоторые античные авторы тоже называют царём этого города. О его отцовстве пишут Эсхил, Софокл, автор схолиев к Еврипиду, Геродот, Каллимах, Павсаний, Вергилий. При таком варианте родословной Ио оказывается сестрой Микены (эпонима Микен). В ряде источников отцом Ио называют потомков Инаха, царей Аргоса Иаса (Псевдо-Аполлодор и тот же Павсаний) или Пиранта (Гесиод и Акусилай), либо зятя Инаха Арестора. Более редкие версии — об отцовстве основателя Фив Кадма либо Прометея; в последнем случае писатель Истр, по-видимому, спутал с Прометеем Форонея — сына Инаха, в некоторых версиях предка Ио и открывателя огня. По имени этого героя античные авторы иногда называют Ио Форонидой.
Матерью Ио для тех случаев, в которых отцом считается Инах, источники называют Мелию либо Аргию (последняя была Океанидой, то есть сестрой своего мужа). В версии Ферекида фигурирует некая Пеифо.

### Биография

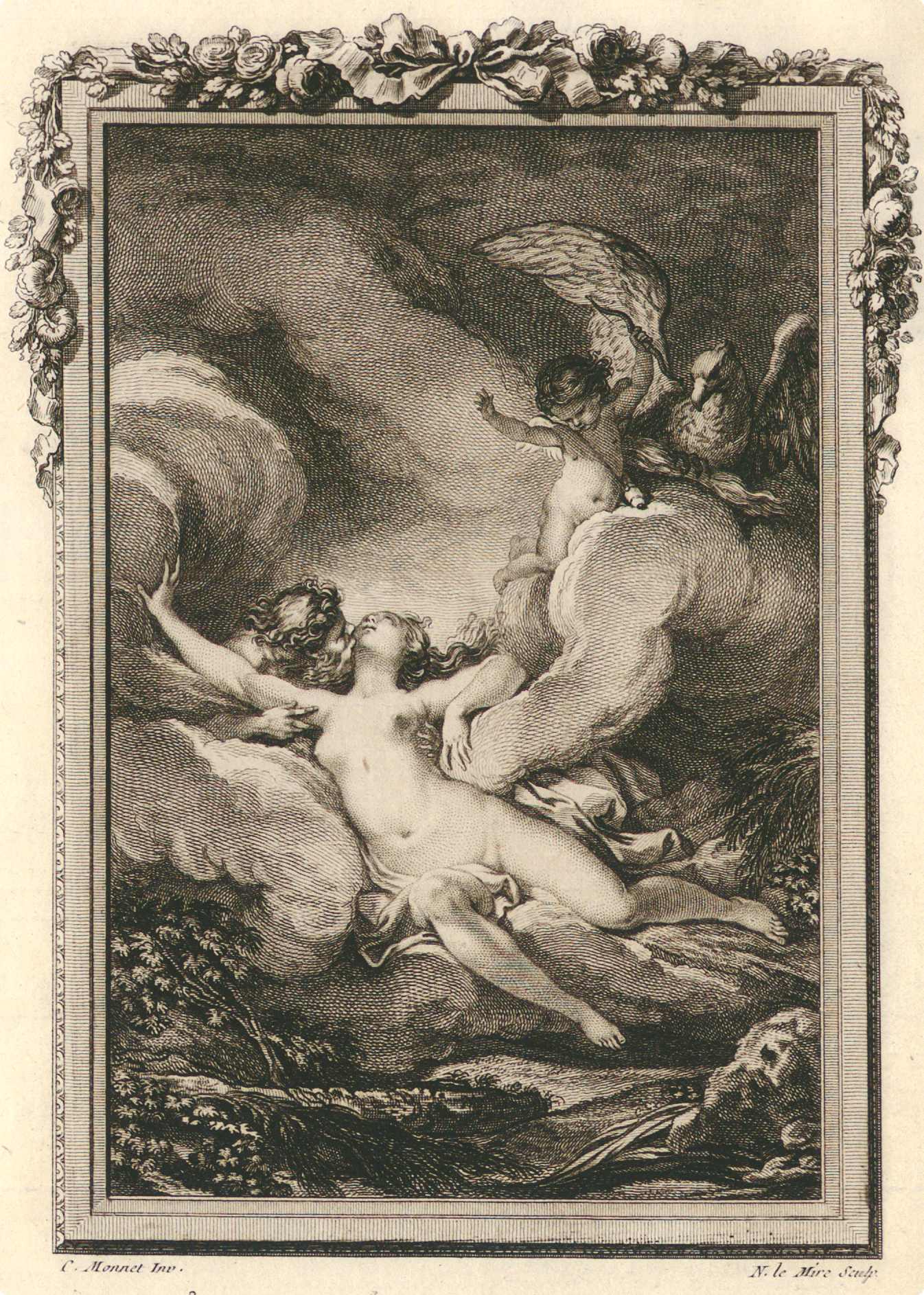
Ио и Зевс. Иллюстрация к «Метаморфозам» Овидия

Ио выросла красавицей и стала жрицей богини Геры. В девушку влюбился (по одной из версий мифа, из-за приготовленного Йинкс любовного напитка) верховный бог Зевс. Он превратился в облако и сошёлся с Ио. Гера, подозревая супруга в измене, решила спуститься к нему на землю, но Зевс, предчувствуя это, успел превратить Ио в белую тёлку и поклялся жене, что это обычное животное. Гера, заподозрив обман, заставила мужа подарить ей тёлку. Она поручила многоглазому великану Аргусу, который никогда не спал, сторожить животное либо в роще Микен, либо в Немейской роще. Тот, исполняя приказ своей госпожи, не спускал с Ио глаз. Днём он выгонял тёлку пастись, а вечером, обвязав ей верёвкой шею, запирал в хлеву. Согласно Овидию, Инах однажды признал в тёлке свою дочь; он долго горевал, обнимая Ио за шею, но Аргус его прогнал.
Видя страдания возлюбленной, Зевс поручил своему сыну Гермесу освободить её. Тот явился Аргусу в образе странника и, будучи в том числе божеством снов и сновидений, целый день пытался его усыпить беседой и игрой на свирели. Наконец, слушая рассказ о любви Пана к наяде Сиринге, Аргус заснул, и Гермес убил его — либо ударив камнем, либо отрезав голову серпом. Так Ио получила свободу, но она по-прежнему оставалась в образе безмолвной коровы. Узнав о гибели Аргуса, Гера создала чудовищного овода, чтобы он повсюду преследовал и жалил её соперницу. Насекомое гнало Ио из страны в страну, и она долго не могла найти покоя, впав из-за своих страданий в безумие.
Гонимая оводом, Ио прошла многие страны. Из Греции она переправилась морем на восток через пролив Боспор, название которого может быть переведено с древнегреческого как «коровий брод», и после долгого путешествия оказалась в Египте. Сохранились две версии её маршрута, причём обе изложены Эсхилом. В «Просительницах» Ио переправляется в Малую Азию, так что под проливом явно имеется в виду современный Босфор; драматург упоминает Мисию, Лидию, Фригию, Памфилию, Киликию и «хлебные края Киприды» (предположительно Финикию). По-видимому, эта версия маршрута Ио была общепринятой. В «Прометее прикованном» героиня сначала направляется на север, вдоль побережья названного в её честь Ионического моря, проходит через Иллирию, обходит с севера Понт Евксинский (Чёрное море) и идёт вброд через Боспор Киммерийский (современный Керченский пролив). Дальше Ио оказывается в землях, о которых у древних греков не было чётких представлений. Она идёт вокруг Каспийского моря, вступает на поля Кисфены, встречается с Форкидами и Горгонами, минует земли, где грифы борются с одноглазыми аримаспами за золото; потом поворачивает на юго-восток, проходит земли эфиопов, преодолевает Библосские горы и оказывается в дельте Нила. Путь Ио, согласно Эсхилу, лежал мимо скалы, к которой был прикован Прометей. Последний предсказал ей, что её дитя станет родоначальником великих героев и что только в Египте она избавится от своих мук.
Достигнув Египта, Ио снова обрела человеческий облик. Согласно Псевдо-Гигину, в человека её превратил Зевс, узнавший, «что она перенесла столько бед из-за того, что он сделал»; в «Метаморфозах» Овидия Зевс уговорил Геру смилостивиться над Ио, пообещав, что больше никогда с ней не сойдётся. Вскоре Ио родила от верховного бога сына, получившего имя Эпаф. Вакхилид пишет, что героиня прибыла в Египет, уже будучи беременной; предположительно в архаическую эпоху это была общепринятая версия, связанная с представлениями о том, что для бога зачатие ребёнка — обязательное следствие каждого полового акта. Псевдо-Аполлодор, по-видимому, тоже полагал, что Ио забеременела ещё в Греции. Имя её ребёнка эллины связывали со словом «прикосновение», имея в виду либо то прикосновение, которым Зевс обратил свою возлюбленную в корову, либо то, которым он вернул ей человеческий облик. При этом Эсхил сформулировал версию, согласно которой Ио забеременела в Египте после того, как бог до неё дотронулся.
В классической версии мифа история Ио завершается рождением Эпафа. Но существует ещё одна дополнительная версия, изложенная у Псевдо-Аполлодора: этот автор пишет, что куреты по просьбе Геры похитили ребёнка и отдали его на воспитание царю Библа в Финикии, но Ио нашла сына и забрала его. По возвращении в Египет она вышла замуж за местного царя Телегона.

### Потомство
Единственный сын Ио Эпаф стал царём Египта и основателем Мемфиса. К нему античные авторы возводили родословные героев аргосского и фиванского мифологических циклов, в том числе Даная, Эгипта, Амфитриона, Персея, Геракла, Эдипа. Вакхилид так пишет о рождении героя:

...Когда, гонимая оводом,

Достигла она пестроцветного Нила,

Понесла она в чреве своем

Эпафа,

Родила она его властвовать

Над народом в льняных одеждах,

Цветущего великими почестями,

Зачинателя многолюднейшего племени,

От которого пошел и Кадм, Агеноров сын,

В семивратных Фивах

Породивший Семелу,

А она родила Диониса,

Вдохновителя вакхических плясок,

Владыку увенчанных хороводов...
— Вакхилид. Дифирамбы. Песнь 19, для афинян. Ио. 39—52
В одной из вариаций мифа во время скитаний в образе коровы Ио родила в области Золотого Рога девочку по имени Кероэсса (в дословном переводе с древнегреческого — «рогатая»). Ребёнка воспитала нимфа. Впоследствии Кероэсса стала возлюбленной Посейдона, от которого родила Бизанта — мифологического основателя Византия. Согласно Нонну Панополитанскому, Ио родила Кероэссу вместе с Эпафом в Египте. Евсевий Кесарийский в своей «Хронике» называет Эпафа сыном Телегона, а не Зевса.

## В культуре

### Память об Ио
Эпизод мифа, в котором Зевс клялся Гере, что он не сходился с Ио, нашёл продолжение в античной культуре. По словам Гесиода и Псевдо-Аполлодора, Зевс, давший ложную клятву во имя любви, после этого уже не гневался на любовников, которые нарушали данное ими слово; понятие «афродитина клятва» стала синонимом понятия «клятва нарушаемая».
Найти историческую основу для возникновения мифа об Ио попытался ещё древнегреческий историк Геродот. Он писал, что финикийцы, приплывшие в Аргос на торговых судах, похитили дочь местного царя и увезли её в Египет; это стало первой причиной вражды между народами Эллады и Востока, которая в конце концов привела к походу Ксеркса на Афины. Не сомневаясь в том, что Ио действительно существовала, греки связывали с её историей целый ряд топонимов. Это Ионическое море, Боспор и Боспор Киммерийский, Бубастис в Египте (его название связывали со словом «корова»), Иоппа/Иопполь на восточном побережье Средиземного моря. В одной из версий мифа Ио родила сына на Эвбее, и название острова в связи с этим производили от словосочетания «хорошая корова» (eu bous); на восточном побережье Эвбеи путникам показывали пещеру под названием Боос Ауле («коровий хлев»), в которой появился на свет Эпаф. По аналогии с мифами о Европе появились рассказы о людях, которых Инах разослал во все стороны света на поиски своей дочери; Ио эти люди не нашли и осели в разных местах, основав новые города. «Владетельный муж» Кирн основал одноимённый город на карийском Херсонесе, Триптолем — Тарс в Киликии. Спутники Триптолема осели в Сирии, на реке Оронт, где позже появился город Антиохия.

### Толкование мифа

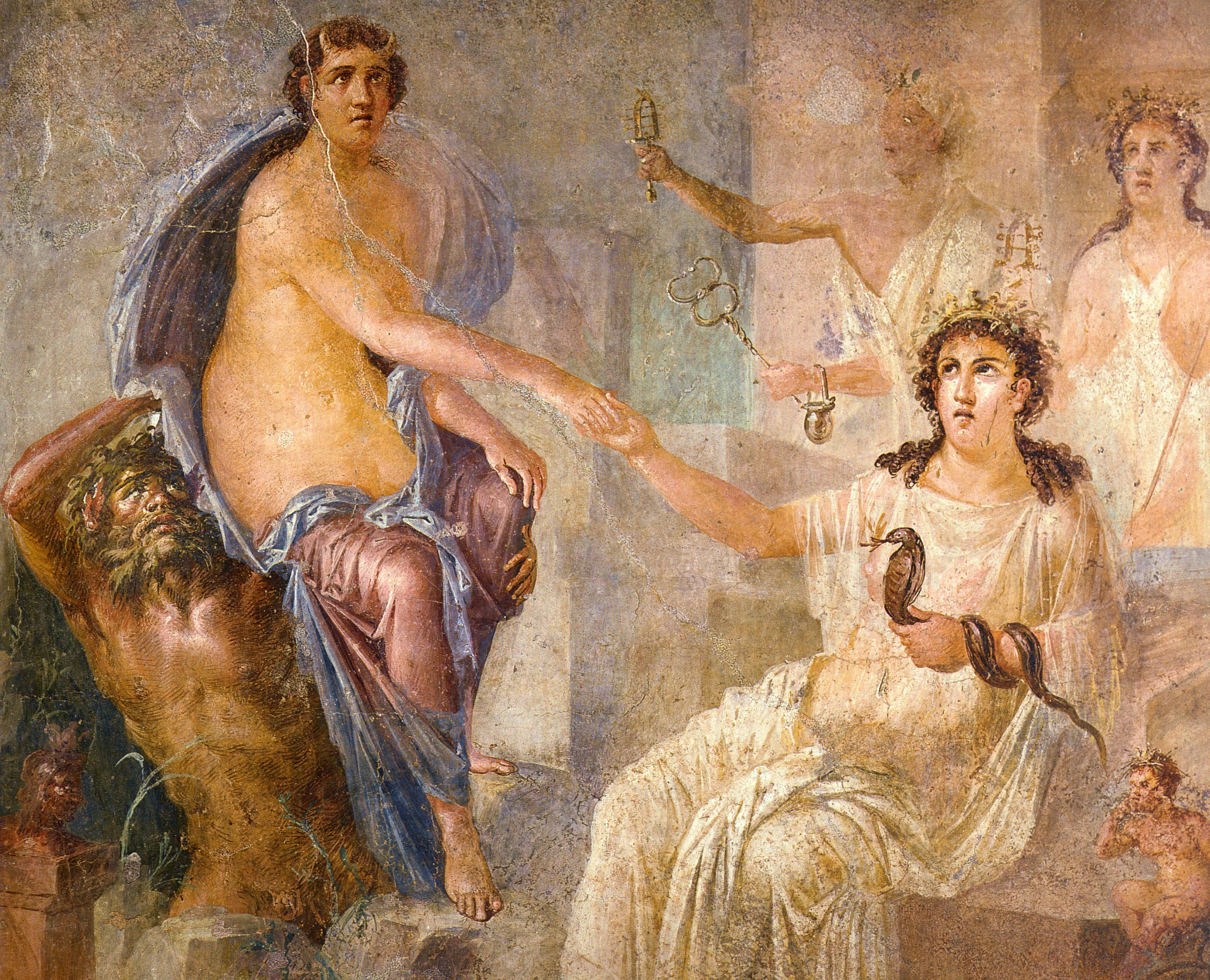
«Ио и Исида». Фреска из Помпей

В эллинистическую эпоху, когда началось сближение греческой и египетской мифологических систем, греки начали трактовать миф о скитаниях Ио как историю богини Исиды. Самое раннее свидетельство об этом сохранилось в одном из фрагментов произведений Каллимаха Киренского, относящихся к III веку до н. э. Саму богиню, которую египтяне изображали с рогами коровы, отождествляли с Ио, а сына последней Эпафа — со священным быком Аписом, которого считали живым воплощением души Осириса. В вариации мифа, описанной у Псевдо-Аполлодора, согласно которой Эпафа выкрали куреты и перенесли в Библ, антиковеды видят стремление отождествить Ио ещё и с финикийской Астартой, носившей рогатый головной убор. Более того они предполагают, что само имя «Ио» происходит от древнеегипетского iw,’t «корова».
Начиная с классической эпохи, Ио, Аргуса и Гермеса воспринимали как персонификации рогатой богини Луны, звёздного неба и Солнца. В частности, у Макробия в «Сатурналиях» приведено такое толкование мифа: «в этом рассказе Аргус — это небосвод, усеянный блеском звёзд, в которых заключается, кажется, какой-то образ небесных глаз. […] Так вот, этот круговорот неба, украшенный огнями звёзд, тогда считается погубленным Меркурием, когда Солнце в дневное время, затмевая звёзды, как бы уничтожает [их], силой своего света отнимая у смертных их созерцание».

### В литературе
Миф об Ио стал источником сюжета для многих литературных произведений, поскольку он рассматривался как исходный пункт в истории всего рода героев; максимальной популярности этот сюжет достиг в первой половине V века до н. э. Предположительно впервые миф был записан в поэме «Каталог женщин» («Эойи»), авторство которой в античности приписывали Гесиоду. Позже Ио стала героиней эпических поэм «Данаиды», «Форонида», «Эгимий» (тексты всех этих произведений полностью утрачены), одного из дифирамбов Вакхилида. В V веке до н. э. данный сюжет начали разрабатывать драматурги. Предположительно он использовался Фринихом в трагедии «Данаиды», о превращении Ио в корову и убийстве Аргуса шла речь в пьесе Софокла «Инах». Эта пьеса сохранилась только в виде ряда фрагментов, и её жанровая принадлежность остаётся не вполне ясной, но большинство исследователей полагает, что это была сатировская драма.
Эсхил устами хора, состоящего из Данаид, рассказывает историю Ио в своей ранней трагедии «Просительницы». Эта возлюбленная Зевса стала одним из центральных персонажей в трагедии того же автора «Прометей прикованный», причём это было, возможно, единственное появление Ио на античной сцене (выдвигалась гипотеза, что Ио действовала в «Инахе» Софокла, но исследователи в большинстве своём её не поддержали). Героиня, гонимая оводом, появляется перед прикованным к скале Прометеем, причём выглядит, вопреки существовавшей тогда традиции, как девушка с коровьими рогами. Прометей рассказывает ей о предстоящем долгом пути в Египет и о том, что отдалённым потомком Ио станет великий герой, который его, Прометея, освободит от оков. Эсхил здесь предлагает свой вариант мифа: в его изображении Ио отказывается отдаться Зевсу, и тот преследует её по всему миру, а в Египте одним прикосновением даёт ей освобождение и зачинает сына.
Из римских авторов сюжет об Ио разрабатывали Гай Лициний Кальв, Овидий (в «Метаморфозах») и Валерий Флакк в «Аргонавтике». Они добавили живописных деталей и существенно поэтизировали миф; при этом остаётся неясным, какие именно источники они использовали в своей работе.

### В античном изобразительном искусстве
Миф об Ио нашёл отображение в античной вазописи начиная по крайней мере со второй половины VI века до н. э. При этом до 460 года до н. э. Ио изображали только вместе с Аргусом и только в образе коровы. Сохранились три сосуда, на которых сцена убийства Аргуса соседствует со сценой прикосновения Зевса к корове-Ио; это фрагмент пелики из собрания Барайса, стамнос, хранящийся в Вене, и кальпис Эвхарида (он находится в частной коллекции в Японии). Одно из древнейших изображений Ио — роспись амфоры 540—530 годов до н. э., ныне экспонируемой в Государственном античном собрании Мюнхена. На ней Аргус, уродливый великан с рогом на лбу и глазами на лице и на груди, держит верёвку, обвязанную вокруг рогов Ио-коровы. Слева (незаметно, судя по тому, что пастушья собака не обращает на него внимание) приближается Гермес, который явно хочет украсть корову. Вариант убийства на этой росписи не предполагается, так как Гермес безоружен. На других амфорах и кратерах (в энциклопедии классической древности Паули-Виссова за 1895 год таких приведено 14) отображены разные вариации и действующие персонажи мифа об убийстве Аргуса Гермесом и освобождении Ио. На стамносе из Вены Ио-корова стоит рядом с троном Зевса и пальмой, которая, видимо, указывает на место действия — Египет.

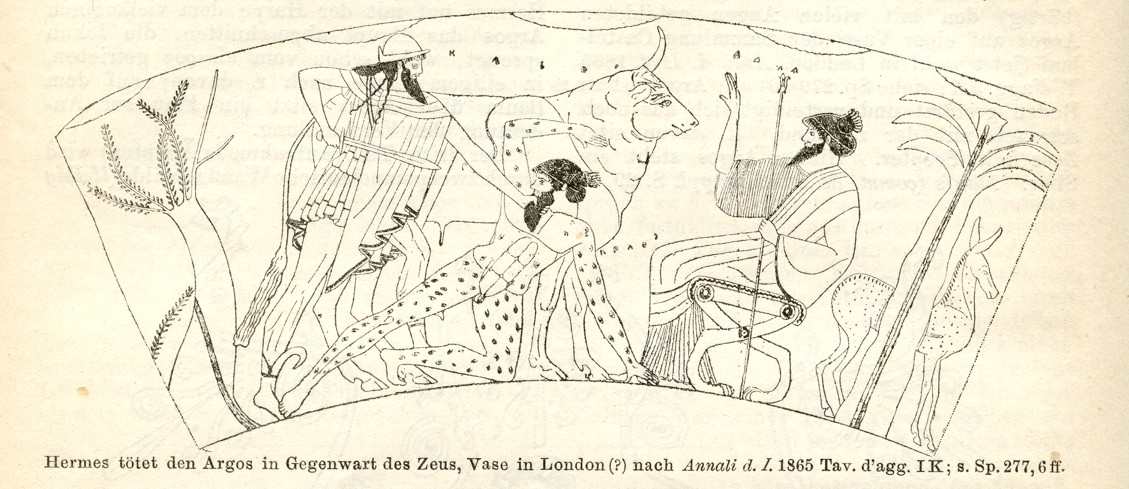
Гермес убивает Аргуса. Роспись вазы V века до н. э.

Изменение характера изображений Ио в вазописи произошло под непосредственным влиянием эсхиловской трагедии «Прометей прикованный». После её постановки Ио начали рисовать в виде девушки с коровьими рогами и (иногда) коровьими ушами. На момент написания «Истории» Геродота около 440 года до н. э. новый образ был уже общепринятым. Сохранился ряд сосудов с такого рода изображениями. В частности, это аттический кратер с краснофигурной росписью из Генуи примерно 460 года до н. э., на котором Ио пытается убежать от Аргуса, тот удерживает её левой рукой за полы одежды, а правой с дубиной в ней замахивается на Гермеса. На аттической краснофигурной пелике из Неаполя (примерно 455 год до н. э.) Ио убегает от Зевса, а он хватает её левой рукой за плечо. На аттическом краснофигурном скифосе из Палермо Ио тоже бежит, причём ещё более стремительно; на другой стороне сосуда в том же направлении бежит Гермес.

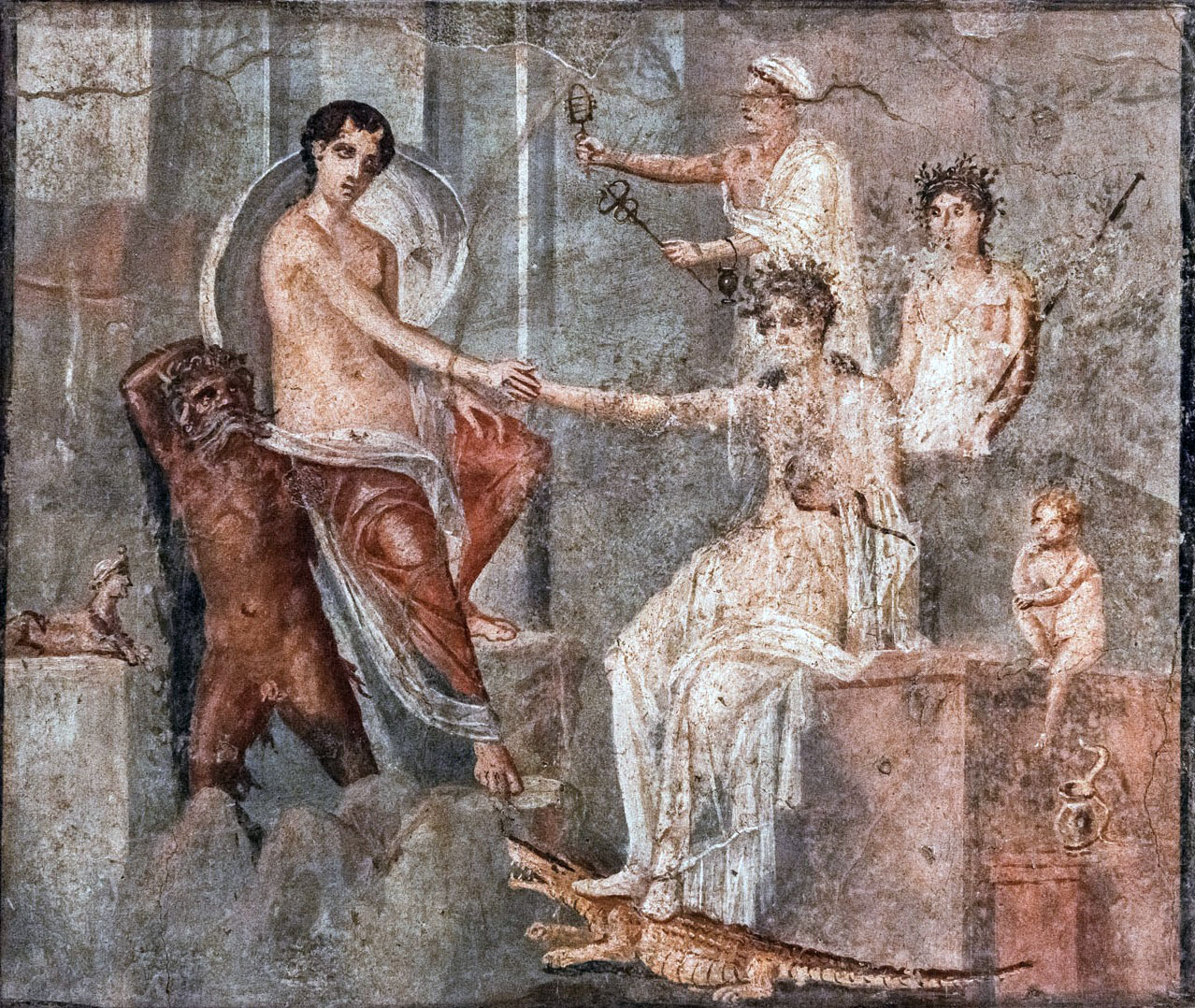
Исида принимает Ио в Египте. Фреска из Помпей

Павсаний описывает изображение Геры, которая смотрит на превращённую в корову Ио, на троне Аполлона в Амиклах. У Плиния Старшего упоминается «большая картина» с Ио и Аргусом кисти Никия — известного художника IV века до н. э. Антиковеды полагают, что к этому произведению восходят сохранившаяся картина в Доме Ливии на римском Палатине и несколько фресок в Помпеях. На них Ио в человеческом облике сидит в центре, повернувшись направо, к Аргусу, а слева приближается Гермес. В Помпеях сохранились также две фрески с изображением прибытия Ио в Египет.
Ио изображали и скульпторы. У Павсания упоминается статуя этой героини работы аргивянина Дейномена, стоявшая на афинском акрополе рядом со статуей Каллисто (этих женщин объединяло то, что из-за любви Зевса обе превратились в животных). Сохранились две терракотовые статуэтки Ио.

### В искусстве Нового времени
В европейском изобразительном искусстве миф об Ио стал популярным сюжетом начиная с XV века. Вначале к нему обращались гравёры при иллюстрировании произведений Овидия. Впоследствии картины о тех или иных эпизодах жизни Ио создали многие всемирно известные художники. Основными сюжетными линиями, нашедшими отображение в европейской живописи, стали «Зевс и Ио» (Корреджо, Джулио Романо, Я. Йорданс, Ф. Буше и др.), «Зевс, Гера и Ио» (Гербранд ван ден Экхоут, Д. Тенирс Старший, Рембрандт и др.), «Гера передаёт Ио Аргусу» (Н. П. Берхем, Йорданс, Рембрандт и др.), «Ио, Гермес и Аргус» (П. П. Рубенс и др.).
|                                                                                 |                                                                            |                                                          |                                                                    |
| «Юпитер и Ио», около 1530 года, Корреджо. Музей истории искусств, Вена, Австрия | «Юнона, Юпитер и Ио», 1672 год, Гербранд ван ден Экхоут. Частная коллекция | «Юнона передаёт Аргусу Ио», 1655—1683 годы, Н. П. Берхем | «Меркурий и Аргус», 1636 год, П. П. Рубенс. Прадо, Мадрид, Испания |

### В астрономии
Согласно Псевдо-Гигину, Зевс, видя страдания своей возлюбленной во время скитаний в образе коровы, словно в оправдание поместил на звёздное небо её изображение в виде созвездия Тельца.
Именем Ио назван первый из галилеевых спутников Юпитера. Объекты на этом космическом теле по традиции называют именами мест и персонажей, связанных с мифической Ио и «Адом» Божественной комедии Данте. В честь Ио назван также астероид главного пояса, открытый в 1865 году американским астрономом Кристианом Петерсом в обсерватории Литчфилд, США.